# Jacinto Aráuz
Jacinto Aráuz é um município da província de La Pampa, na Argentina.